# 占見村
占見村（うらみむら）は、岡山県浅口郡にあった村。現在の浅口市の一部にあたる。

## 地理
里見川の左岸に位置していた。

## 歴史
- 1889年（明治22年）6月1日、町村制の施行により、浅口郡占見村、占見新田村、地頭下村が合併して村制施行し、占見村が発足[1][2]。旧村名を継承した占見、占見新田、地頭下の3大字を編成[2]。
- 1905年（昭和28年）4月1日、浅口郡竹村、吉備村と合併し三和村を新設して廃止された[1][2]。合併後、三和村大字占見・占見新田・地頭下となる[2]。

### 地名の由来
合併各村の中で中心村の占見村から。

## 産業
- 農業、麦稈真田[2]